# Районы субъектов Российской Федерации

Райо́н — административно-территориальная единица второго уровня в Российской Федерации. На 1 января 2010 года в России насчитывалось 1868 административных районов (без учёта районов городов федерального значения Москвы и Санкт-Петербурга).
В некоторых субъектах федерации вместо термина район используются: аймак (Республика Алтай), кожуун (Тыва), улус (Якутия).

## Общая информация
В границах районов как административно-территориальных единиц образованы муниципальные образования в статусе муниципальных районов, а также в статусе городских округов и, с 2019 года, в статусе муниципальных округов.
Самый населённый район — Всеволожский район Ленинградской области: численность населения 589 000 чел. (2025). Самые населённые районы города — районы города федерального значения Санкт-Петербурга (2020): Приморский 714 854 чел., Невский 556 880 чел., Калининский 532 972 чел., Выборгский 551 925 чел.
Самый малонаселённый район — Алеутский район Камчатского края: 624 чел.
Самый большой район по территории — Таймырский Долгано-Ненецкий район Красноярского края (879 900 км²). Затем Эвенкийский район того же края (764 154 км²) и Оленёкский район Якутии (318 544 км²). 
Самые маленькие по территории районы (не считая районов городов федерального значения) — Коркинский и Еманжелинский районы Челябинской области — 102,76 км² и 113,39 км² соответственно. Из районов городов федерального значения — районы города федерального значения Москвы: Арбат 2,11 км², Савёловский 2,70 км², Марфино 2,97 км², Восточный 3,14 км², Алтуфьевский 3,25 км², Бескудниковский 3.30 км², Ломоносовский 3.34 км². Коркинскому и Еманжелинскому районам по площади уступают все районы Москвы, районы города федерального значения Севастополя Ленинский 26,0 км² и Гагаринский 61,1 км², почти все районы города федерального значения Санкт-Петербурга, за исключением Выборгского, Пушкинского и Курортного.
Некоторые районы имеют статус национальных (см. национальные районы России).
Два района Красноярского края являются административно-территориальными единицами с особым статусом.

## Количество районов в регионах
Наименьшее количество районов в субъекте — 0 (Московская область), 1 (Ненецкий автономный округ), наибольшее — 59 (Алтайский край), а также 125 районов в составе города федерального значения Москвы.
В Московской области на 2019 год все районы упразднены с преобразованием в города/пгт областного подчинения. 
В ряде субъектов РФ административно-территориальными единицами в соответствующих законах (реестрах) указаны муниципальные районы (в Амурской, Воронежской, Ленинградской, Ростовской, Тверской областях) либо одновременно административные и муниципальные (в Новосибирской), Тыве, при этом уставы и/или реестры некоторых из них продолжают выделять именно районы). В Ставропольском крае районы выделяются как территориальные единицы, тогда как административно-территориальными единицами были определены муниципальные районы (на 2020 год преобразованы в городские и муниципальные округа).
В Саратовской области с 2022 года разграничиваются собственно районы и административный район.

## Список районов
В статье приведён перечень районов России по состоянию на 1 января 2010 года  с обновлением изменений согласно действующим законам субъектов РФ об административно-территориальном устройстве, упоминаемым в них реестрам административно-территориальных единиц или уставам (конституциям) субъектов РФ и соответствующих им муниципальных образований.
Сокращения:
- АО — автономная область, автономный округ;
- ЗАТО — закрытое административно-территориальное образование;
- мун. обр. — муниципальное образование;
- СП — сельское поселение;
- ГО — городской округ;
- МО — муниципальный округ;
- МР — муниципальный район.

### Республики
| Субъект федерации        | Герб | Столица       | Административные районы | Код субъекта | Код ОКАТО | Соответствующие муниципальные образования |
| ------------------------ | ---- | ------------- | --- | ------------ | --------- | --- |
| Адыгея                   |      | Майкоп        | 1. Гиагинский 2. Кошехабльский 3. Красногвардейский 4. Майкопский 5. Тахтамукайский 6. Теучежский 7. Шовгеновский | 01           | 79        | |
| Алтай                    |      | Горно-Алтайск | 1. Кош-Агачский 2. Майминский 3. Онгудайский 4. Турочакский 5. Улаганский 6. Усть-Канский 7. Усть-Коксинский 8. Чемальский 9. Чойский 10. Шебалинский | 04           | 84        | |
| Башкортостан             |      | Уфа           | 1. Абзелиловский 2. Альшеевский 3. Архангельский 4. Аскинский 5. Аургазинский 6. Баймакский 7. Бакалинский 8. Балтачевский 9. Белебеевский 10. Белокатайский 11. Белорецкий 12. Бижбулякский 13. Бирский 14. Благоварский 15. Благовещенский 16. Буздякский 17. Бураевский 18. Бурзянский 19. Гафурийский 20. Давлекановский 21. Дуванский 22. Дюртюлинский 23. Ермекеевский 24. Зианчуринский 25. Зилаирский 26. Иглинский 27. Илишевский 28. Ишимбайский 29. Калтасинский 30. Караидельский 31. Кармаскалинский 32. Кигинский 33. Краснокамский 34. Кугарчинский 35. Кушнаренковский 36. Куюргазинский 37. Мелеузовский 38. Мечетлинский 39. Мишкинский 40. Миякинский 41. Нуримановский 42. Салаватский 43. Стерлибашевский 44. Стерлитамакский 45. Татышлинский 46. Туймазинский 47. Уфимский 48. Учалинский 49. Фёдоровский 50. Хайбуллинский 51. Чекмагушевский 52. Чишминский 53. Шаранский 54. Янаульский примечания | 02           | 80        | |
| Бурятия                  |      | Улан-Удэ      | 1. Баргузинский 2. Баунтовский 3. Бичурский 4. Джидинский 5. Еравнинский 6. Заиграевский 7. Закаменский 8. Иволгинский 9. Кабанский 10. Кижингинский 11. Курумканский 12. Кяхтинский 13. Муйский 14. Мухоршибирский 15. Окинский 16. Прибайкальский 17. Северо-Байкальский 18. Селенгинский 19. Тарбагатайский 20. Тункинский 21. Хоринский | 03           | 81        | |
| Дагестан                 |      | Махачкала     | 1. Агульский 2. Акушинский 3. Ахвахский 4. Ахтынский 5. Бабаюртовский 6. Ботлихский 7. Буйнакский 8. Гергебильский 9. Гумбетовский 10. Гунибский 11. Дахадаевский 12. Дербентский 13. Докузпаринский 14. Казбековский 15. Кайтагский 16. Карабудахкентский 17. Каякентский 18. Кизилюртовский 19. Кизлярский 20. Кулинский 21. Кумторкалинский 22. Курахский 23. Лакский 24. Левашинский 25. Магарамкентский 26. Новолакский 27. Ногайский 28. Рутульский 29. Сергокалинский 30. Сулейман-Стальский 31. Табасаранский 32. Тарумовский 33. Тляратинский 34. Унцукульский 35. Хасавюртовский 36. Хивский 37. Хунзахский 38. Цумадинский 39. Цунтинский 40. Чародинский 41. Шамильский | 05           | 82        | |
| Ингушетия                |      | Магас         | 1. Джейрахский 2. Малгобекский 3. Назрановский 4. Сунженский | 06           | 26        | |
| Кабардино- Балкария      |      | Нальчик       | 1. Баксанский 2. Зольский 3. Лескенский 4. Майский 5. Прохладненский 6. Терский 7. Урванский 8. Чегемский 9. Черекский 10. Эльбрусский | 07           | 83        | |
| Калмыкия                 |      | Элиста        | 1. Городовиковский 2. Ики-Бурульский 3. Кетченеровский 4. Лаганский 5. Малодербетовский 6. Октябрьский 7. Приютненский 8. Сарпинский 9. Целинный 10. Черноземельский 11. Юстинский 12. Яшалтинский 13. Яшкульский | 08           | 85        | |
| Карачаево- Черкесия      |      | Черкесск      | 1. Абазинский 2. Адыге-Хабльский 3. Зеленчукский 4. Карачаевский 5. Малокарачаевский 6. Ногайский 7. Прикубанский 8. Урупский 9. Усть-Джегутинский 10. Хабезский | 09           | 91        | |
| Карелия                  |      | Петрозаводск  | 1. Беломорский 2. Калевальский 3. Кемский 4. Кондопожский 5. Лахденпохский 6. Лоухский 7. Медвежьегорский 8. Муезерский 9. Олонецкий 10. Питкярантский 11. Прионежский 12. Пряжинский 13. Пудожский 14. Сегежский 15. Суоярвский примечания | 10           | 86        | |
| Коми                     |      | Сыктывкар     | 1. Ижемский 2. Княжпогостский 3. Койгородский 4. Корткеросский 5. Прилузский 6. Сыктывдинский 7. Сысольский 8. Троицко-Печорский 9. Удорский 10. Усть-Вымский 11. Усть-Куломский 12. Усть-Цилемский примечания | 11           | 87        | |
| Крым                     |      | Симферополь   | 1. Бахчисарайский 2. Белогорский 3. Джанкойский 4. Кировский 5. Красногвардейский 6. Красноперекопский 7. Ленинский 8. Нижнегорский 9. Первомайский 10. Раздольненский 11. Сакский 12. Симферопольский 13. Советский 14. Черноморский | 91           | 35        | |
| Марий Эл                 |      | Йошкар-Ола    | 1. Волжский 2. Горномарийский 3. Звениговский 4. Килемарский 5. Куженерский 6. Мари-Турекский 7. Медведевский 8. Моркинский 9. Новоторъяльский 10. Оршанский 11. Параньгинский 12. Сернурский 13. Советский 14. Юринский | 12           | 88        | |
| Мордовия                 |      | Саранск       | 1. Ардатовский 2. Атюрьевский 3. Атяшевский 4. Большеберезниковский 5. Большеигнатовский 6. Дубёнский 7. Ельниковский 8. Зубово-Полянский 9. Инсарский 10. Ичалковский 11. Кадошкинский 12. Ковылкинский 13. Кочкуровский 14. Краснослободский 15. Лямбирский 16. Рузаевский 17. Ромодановский 18. Старошайговский 19. Темниковский 20. Теньгушевский 21. Торбеевский 22. Чамзинский | 13           | 89        | |
| Саха (Якутия)            |      | Якутск        | 1. Абыйский 2. Алданский 3. Аллаиховский 4. Амгинский 5. Анабарский 6. Булунский 7. Верхневилюйский 8. Верхнеколымский 9. Верхоянский 10. Вилюйский 11. Горный 12. Жиганский 13. Кобяйский 14. Ленский 15. Мегино-Кангаласский 16. Мирнинский 17. Момский 18. Намский 19. Нерюнгринский 20. Нижнеколымский 21. Нюрбинский 22. Оймяконский 23. Оленёкский 24. Олёкминский 25. Среднеколымский 26. Сунтарский 27. Таттинский 28. Томпонский 29. Усть-Алданский 30. Усть-Майский 31. Усть-Янский 32. Хангаласский 33. Чурапчинский 34. Эвено-Бытантайский | 14           | 98        | |
| Северная Осетия — Алания |      | Владикавказ   | 1. Алагирский 2. Ардонский 3. Дигорский 4. Ирафский 5. Кировский 6. Моздокский 7. Правобережный 8. Пригородный | 15           | 90        | |
| Татарстан                |      | Казань        | 1. Агрызский 2. Азнакаевский 3. Аксубаевский 4. Актанышский 5. Алексеевский 6. Алькеевский 7. Альметьевский 8. Апастовский 9. Арский 10. Атнинский 11. Бавлинский 12. Балтасинский 13. Бугульминский 14. Буинский 15. Верхнеуслонский 16. Высокогорский 17. Дрожжановский 18. Елабужский 19. Заинский 20. Зеленодольский 21. Кайбицкий 22. Камско-Устьинский 23. Кукморский 24. Лаишевский 25. Лениногорский 26. Мамадышский 27. Менделеевский 28. Мензелинский 29. Муслюмовский 30. Нижнекамский 31. Новошешминский 32. Нурлатский 33. Пестречинский 34. Рыбно-Слободский 35. Сабинский 36. Сармановский 37. Спасский 38. Тетюшский 39. Тукаевский 40. Тюлячинский 41. Черемшанский 42. Чистопольский 43. Ютазинский | 16           | 92        | |
| Тыва (Тува)              |      | Кызыл         | 1. Бай-Тайгинский 2. Барун-Хемчикский 3. Дзун-Хемчикский 4. Каа-Хемский 5. Кызыльский 6. Монгун-Тайгинский 7. Овюрский 8. Пий-Хемский 9. Сут-Хольский 10. Тандинский 11. Тере-Хольский 12. Тес-Хемский 13. Тоджинский 14. Улуг-Хемский 15. Чаа-Хольский 16. Чеди-Хольский 17. Эрзинский примечания | 17           | 93        | |
| Удмуртия                 |      | Ижевск        | 1. Алнашский 2. Балезинский 3. Вавожский 4. Воткинский 5. Глазовский 6. Граховский 7. Дебёсский 8. Завьяловский 9. Игринский 10. Камбарский 11. Каракулинский 12. Кезский 13. Кизнерский 14. Киясовский 15. Красногорский 16. Малопургинский 17. Можгинский 18. Сарапульский 19. Селтинский 20. Сюмсинский 21. Увинский 22. Шарканский 23. Юкаменский 24. Якшур-Бодьинский 25. Ярский | 18           | 94        | 1. МО Алнашский район 2. МО Балезинский район 3. МО Вавожский район 4. МО Воткинский район 5. МО Глазовский район 6. МО Граховский район 7. МО Дебёсский район 8. МО Завьяловский район 9. МО Игринский район 10. МО Камбарский район 11. МО Каракулинский район 12. МО Кезский район 13. МО Кизнерский район 14. МО Киясовский район 15. МО Красногорский район 16. МО Малопургинский район 17. МО Можгинский район 18. МО Сарапульский район 19. МО Селтинский район 20. МО Сюмсинский район 21. МО Увинский район 22. МО Шарканский район 23. МО Юкаменский район 24. МО Якшур-Бодьинский район 25. МО Ярский район |
| Хакасия                  |      | Абакан        | 1. Алтайский 2. Аскизский 3. Бейский 4. Боградский 5. Орджоникидзевский 6. Таштыпский 7. Усть-Абаканский 8. Ширинский | 19           | 95        | |
| Чечня                    |      | Грозный       | 1. Ачхой-Мартановский 2. Веденский 3. Грозненский 4. Гудермесский 5. Итум-Калинский 6. Курчалоевский 7. Надтеречный 8. Наурский 9. Ножай-Юртовский 10. Серноводский (Сунженский до 2019 года) 11. Урус-Мартановский 12. Шалинский 13. Шаройский 14. Шатойский 15. Шелковский не образованы 1. Галанчожский 2. Чеберлоевский примечания | 20           | 96        | |
| Чувашия                  |      | Чебоксары     | 1. Алатырский 2. Аликовский 3. Батыревский 4. Вурнарский 5. Ибресинский 6. Канашский 7. Козловский 8. Комсомольский 9. Красноармейский 10. Красночетайский 11. Мариинско-Посадский 12. Моргаушский 13. Порецкий 14. Урмарский 15. Цивильский 16. Чебоксарский 17. Шемуршинский 18. Шумерлинский 19. Ядринский 20. Яльчикский 21. Янтиковский | 21           | 97        | 1. Алатырский МР 2. Аликовский МР 3. Батыревский МР 4. Вурнарский МР 5. Ибресинский МР 6. Канашский МР 7. Козловский МР 8. Комсомольский МР 9. Красноармейский МО 10. Красночетайский МР 11. Мариинско-Посадский МР 12. Моргаушский МР 13. Порецкий МР 14. Урмарский МР 15. Цивильский МР 16. Чебоксарский МР 17. Шемуршинский МР 18. Шумерлинский МО 19. Ядринский МР 20. Яльчикский МР 21. Янтиковский МР |

### Края
| Субъект федерации   | Герб | Администра- тивный центр | Код субъекта | Код ОКАТО | Административные районы | Соответствующие муниципальные образования |
| ------------------- | ---- | ------------------------ | ------------ | --------- | --- | --- |
| Алтайский край      |      | Барнаул                  | 22           | 01        | 1. Алейский 2. Алтайский 3. Баевский 4. Бийский 5. Благовещенский 6. Бурлинский 7. Быстроистокский 8. Волчихинский 9. Егорьевский 10. Ельцовский 11. Завьяловский 12. Залесовский 13. Заринский 14. Змеиногорский 15. Зональный 16. Калманский 17. Каменский 18. Ключевский 19. Косихинский 20. Красногорский 21. Краснощёковский 22. Крутихинский 23. Кулундинский 24. Курьинский 25. Кытмановский 26. Локтевский 27. Мамонтовский 28. Михайловский 29. Немецкий национальный 30. Новичихинский 31. Павловский 32. Панкрушихинский 33. Первомайский 34. Петропавловский 35. Поспелихинский 36. Ребрихинский 37. Родинский 38. Романовский 39. Рубцовский 40. Славгородский (до 2012) 41. Смоленский 42. Советский 43. Солонешенский 44. Солтонский 45. Суетский 46. Табунский 47. Тальменский 48. Тогульский 49. Топчихинский 50. Третьяковский 51. Троицкий 52. Тюменцевский 53. Угловский 54. Усть-Калманский 55. Усть-Пристанский 56. Хабарский 57. Целинный 58. Чарышский 59. Шелаболихинский 60. Шипуновский примечания | 1. Алейский МР 2. Алтайский МР 3. Баевский МР 4. Бийский МР 5. Благовещенский МР 6. Бурлинский МР 7. Быстроистокский МР 8. Волчихинский МР 9. Егорьевский МР 10. Ельцовский МР 11. Завьяловский МР 12. Залесовский МО 13. Заринский МР 14. Змеиногорский МР 15. Зональный МР 16. Калманский МР 17. Каменский МР 18. Ключевский МР 19. Косихинский 20. Красногорский МР 21. Краснощёковский МР 22. Крутихинский МР 23. Кулундинский МР 24. Курьинский МР 25. Кытмановский МР 26. Локтевский МР 27. Мамонтовский МР 28. Михайловский МР 29. Немецкий национальный МР 30. Новичихинский МР 31. Павловский МР 32. Панкрушихинский МР 33. Первомайский МР 34. Петропавловский МР 35. Поспелихинский МР 36. Ребрихинский МР 37. Родинский МР 38. Романовский МР 39. Рубцовский МР 40. ГО город Славгород 41. Смоленский МР 42. Советский МР 43. Солонешенский МР 44. Солтонский МР 45. Суетский МР 46. Табунский МР 47. Тальменский МР 48. Тогульский МР 49. Топчихинский МР 50. Третьяковский МР 51. Троицкий МР 52. Тюменцевский МР 53. Угловский МР 54. Усть-Калманский МР 55. Усть-Пристанский МР 56. Хабарский МР 57. Целинный МР 58. МО Чарышский район 59. Шелаболихинский МР 60. Шипуновский МР |
| Забайкальский край  |      | Чита                     | 75           | 76        | 1. Агинский 2. Акшинский 3. Александрово-Заводский 4. Балейский 5. Борзинский 6. Газимуро-Заводский 7. Дульдургинский 8. Забайкальский 9. Каларский 10. Калганский 11. Карымский 12. Краснокаменский 13. Красночикойский 14. Кыринский 15. Могойтуйский 16. Могочинский 17. Нерчинский 18. Нерчинско-Заводский 19. Оловяннинский 20. Ононский 21. Петровск-Забайкальский 22. Приаргунский 23. Сретенский 24. Тунгиро-Олёкминский 25. Тунгокоченский 26. Улётовский 27. Хилокский 28. Чернышевский 29. Читинский 30. Шелопугинский 31. Шилкинский примечания | 1. Агинский МР + ГО посёлок Агинское 2. Акшинский МР 3. Александрово-Заводский МР 4. Балейский МР 5. Борзинский МР 6. Газимуро-Заводский МР 7. Дульдургинский МР 8. Забайкальский МР 9. Каларский МО 10. Калганский МР 11. Карымский МР 12. МР «Город Краснокаменск и Краснокаменский район» 13. Красночикойский МР 14. Кыринский МР 15. Могойтуйский МР 16. Могочинский МР 17. Нерчинский МР 18. Нерчинско-Заводский МР 19. Оловяннинский МР 20. Ононский МР 21. Петровск-Забайкальский МР + ГО Петровск-Забайкальский 22. Приаргунский МО 23. Сретенский МР 24. Тунгиро-Олёкминский МР 25. Тунгокоченский МР 26. Улётовский МР + ГО ЗАТО посёлок Горный 27. Хилокский МР 28. Чернышевский МР 29. Читинский + ГО Чита 30. Шелопугинский МР 31. Шилкинский МР |
| Камчатский край     |      | Петропавловск-Камчатский | 41           | 30        | 1. Алеутский 2. Быстринский 3. Елизовский 4. Карагинский 5. Мильковский 6. Олюторский 7. Пенжинский 8. Соболевский 9. Тигильский 10. Усть-Большерецкий 11. Усть-Камчатский примечания | 1. Алеутский МО 2. Быстринский МР 3. Елизовский МР 4. Карагинский МР 5. Мильковский МР 6. Олюторский МР 7. Пенжинский МР 8. Соболевский МР 9. Тигильский МР + ГО Палана 10. Усть-Большерецкий МР 11. Усть-Камчатский МР |
| Краснодарский край  |      | Краснодар                | 23           | 03        | 1. Абинский 2. Анапский 3. Апшеронский 4. Белоглинский 5. Белореченский 6. Брюховецкий 7. Выселковский 8. Гулькевичский 9. Динской 10. Ейский 11. Кавказский 12. Калининский 13. Каневской 14. Кореновский 15. Красноармейский 16. Крыловский 17. Крымский 18. Курганинский 19. Кущёвский 20. Лабинский 21. Ленинградский 22. Мостовский 23. Новокубанский 24. Новопокровский 25. Отрадненский 26. Павловский 27. Приморско-Ахтарский 28. Северский 29. Славянский 30. Староминский 31. Тбилисский 32. Темрюкский 33. Тимашёвский 34. Тихорецкий 35. Туапсинский 36. Успенский 37. Усть-Лабинский 38. Щербиновский | 1. Абинский МР 2. ГО город-курорт Анапа 3. Апшеронский МР 4. Белоглинский МР 5. Белореченский МР 6. Брюховецкий МР 7. Выселковский МР 8. Гулькевичский МР 9. Динской МР 10. Ейский МР 11. Кавказский МР 12. Калининский МР 13. Каневской МР 14. Кореновский МР 15. Красноармейский МР 16. Крыловский МР 17. Крымский МР 18. Курганинский МР 19. Кущёвский МР 20. Лабинский МР 21. Ленинградский МР 22. Мостовский МР 23. Новокубанский МР 24. Новопокровский МР 25. Отрадненский МР 26. Павловский МР 27. Приморско-Ахтарский МР 28. Северский МР 29. Славянский МР 30. Староминский МР 31. Тбилисский МР 32. Темрюкский МР 33. Тимашёвский МР 34. Тихорецкий МР 35. Туапсинский МР 36. Успенский МР 37. Усть-Лабинский МР 38. Щербиновский МР |
| Красноярский край   |      | Красноярск               | 24           | 04        | 1. Абанский 2. Ачинский 3. Балахтинский 4. Берёзовский 5. Бирилюсский 6. Боготольский 7. Богучанский 8. Большемуртинский 9. Большеулуйский 10. Дзержинский 11. Емельяновский 12. Енисейский 13. Ермаковский 14. Идринский 15. Иланский 16. Ирбейский 17. Казачинский 18. Канский 19. Каратузский 20. Кежемский 21. Козульский 22. Краснотуранский 23. Курагинский 24. Манский 25. Минусинский 26. Мотыгинский 27. Назаровский 28. Нижнеингашский 29. Новосёловский 30. Партизанский 31. Пировский (до 2021 года) 32. Рыбинский 33. Саянский 34. Северо-Енисейский 35. Сухобузимский 36. Таймырский Долгано-Ненецкий 37. Тасеевский 38. Туруханский 39. Тюхтетский (до 2021 года) 40. Ужурский 41. Уярский 42. Шарыповский (до 2021 года) 43. Шушенский 44. Эвенкийский примечания | 1. Абанский МР 2. Ачинский МР 3. Балахтинский МР 4. Берёзовский МР 5. Бирилюсский МР 6. Боготольский МР 7. Богучанский МР 8. Большемуртинский МР 9. Большеулуйский МР 10. Дзержинский МР 11. Емельяновский МР + ГО Кедровый 12. Енисейский МР 13. Ермаковский МР 14. Идринский МР 15. Иланский МР 16. Ирбейский МР 17. Казачинский МР 18. Канский МР 19. Каратузский МР 20. Кежемский МР 21. Козульский МР 22. Краснотуранский МР 23. Курагинский МР 24. Манский МР 25. Минусинский МР 26. Мотыгинский МР 27. Назаровский МР 28. Нижнеингашский МР 29. Новосёловский МР 30. Партизанский МР 31. Пировский МО 32. Рыбинский МР 33. Саянский МР 34. Северо-Енисейский МР 35. Сухобузимский МР 36. Таймырский Долгано-Ненецкий МР 37. Тасеевский МР 38. Туруханский МР 39. Тюхтетский МО 40. Ужурский МР 41. Уярский МР 42. Шарыповский МО 43. Шушенский МР 44. Эвенкийский МР |
| Пермский край       |      | Пермь                    | 59           | 57        | 1. Бардымский 2. Берёзовский 3. Большесосновский 4. Верещагинский 5. Гайнский 6. Горнозаводский 7. Еловский 8. Ильинский 9. Карагайский 10. Кишертский 11. Косинский 12. Кочёвский 13. Красновишерский 14. Кудымкарский 15. Куединский 16. Кунгурский 17. Нытвенский 18. Октябрьский 19. Ординский 20. Осинский 21. Оханский 22. Очёрский 23. Пермский 24. Сивинский 25. Соликамский 26. Суксунский 27. Уинский 28. Усольский 29. Частинский 30. Чердынский 31. Чернушинский 32. Юрлинский 33. Юсьвинский примечания | 1. Бардымский МО 2. Берёзовский МО 3. Большесосновский МО 4. Верещагинский ГО 5. Гайнский МО 6. Горнозаводский ГО 7. Еловский МО 8. Ильинский ГО 9. Карагайский МО 10. Кишертский МО 11. Косинский МО 12. Кочёвский МО 13. Красновишерский ГО 14. Кудымкарский МО 15. Куединский МО 16. Кунгурский МО 17. Нытвенский ГО 18. Октябрьский ГО 19. Ординский МО 20. Осинский ГО 21. Оханский ГО 22. Очёрский ГО 23. Пермский МР 24. Сивинский МО 25. Соликамский ГО 26. Суксунский ГО 27. Уинский МО 28. ГО Березники 29. Частинский МО 30. Чердынский ГО 31. Чернушинский ГО 32. Юрлинский МО 33. Юсьвинский МО |
| Приморский край     |      | Владивосток              | 25           | 05        | 1. Анучинский 2. Дальнереченский 3. Кавалеровский 4. Кировский 5. Красноармейский 6. Лазовский 7. Михайловский 8. Надеждинский 9. Октябрьский 10. Ольгинский 11. Партизанский 12. Пограничный 13. Пожарский 14. Спасский 15. Тернейский 16. Ханкайский 17. Хасанский 18. Хорольский 19. Черниговский 20. Чугуевский 21. Шкотовский 22. Яковлевский примечания | 1. Анучинский МО 2. Дальнереченский МР 3. Кавалеровский МО 4. Кировский МР 5. Красноармейский МР 6. Лазовский МО 7. Михайловский МР 8. Надеждинский МР 9. Октябрьский МО 10. Ольгинский МР 11. Партизанский МР 12. Пограничный МО 13. Пожарский МР 14. Спасский МР 15. Тернейский МО 16. Ханкайский МО 17. Хасанский МР 18. Хорольский МО 19. Черниговский МР 20. Чугуевский МО 21. Шкотовский МР 22. Яковлевский МР |
| Ставропольский край |      | Ставрополь               | 26           | 07        | 1. Александровский 2. Андроповский 3. Апанасенковский 4. Арзгирский 5. Благодарненский 6. Будённовский 7. Георгиевский 8. Грачёвский 9. Изобильненский 10. Ипатовский 11. Кировский 12. Кочубеевский 13. Красногвардейский 14. Курский 15. Левокумский 16. Минераловодский 17. Нефтекумский 18. Новоалександровский 19. Новоселицкий 20. Петровский 21. Предгорный 22. Советский 23. Степновский 24. Труновский 25. Туркменский 26. Шпаковский примечания | 1. Александровский МО 2. Андроповский МО 3. Апанасенковский МО 4. Арзгирский МО 5. Благодарненский ГО 6. Будённовский МО 7. Георгиевский ГО 8. Грачёвский МО 9. Изобильненский ГО 10. Ипатовский ГО 11. Кировский ГО 12. Кочубеевский МО 13. Красногвардейский МО 14. Курский МО 15. Левокумский МО 16. Минераловодский ГО 17. Нефтекумский ГО 18. Новоалександровский ГО 19. Новоселицкий МО 20. Петровский ГО 21. Предгорный МО 22. Советский ГО 23. Степновский МО 24. Труновский МО 25. Туркменский МО 26. Шпаковский МО |
| Хабаровский край    |      | Хабаровск                | 27           | 08        | 1. Амурский 2. Аяно-Майский 3. Бикинский 4. Ванинский 5. Верхнебуреинский 6. Вяземский 7. Имени Лазо 8. Имени Полины Осипенко 9. Комсомольский 10. Нанайский 11. Николаевский 12. Охотский 13. Советско-Гаванский 14. Солнечный 15. Тугуро-Чумиканский 16. Ульчский 17. Хабаровский | |

### Области
| Субъект федерации                                                    | Герб | Администра- тивный центр                              | Код субъекта | Код ОКАТО | Административные районы | Соответствующие муниципальные образования |
| -------------------------------------------------------------------- | ---- | ----------------------------------------------------- | ------------ | --------- | --- | --- |
| Амурская область                                                     |      | Благовещенск                                          | 28           | 10        | 1. Архаринский 2. Белогорский (до 2021) 3. Благовещенский 4. Бурейский (до 2021) 5. Завитинский (до 2021) 6. Зейский 7. Ивановский (до 2021) 8. Константиновский 9. Магдагачинский 10. Мазановский 11. Михайловский 12. Октябрьский 13. Ромненский (до 2021) 14. Свободненский 15. Селемджинский 16. Серышевский 17. Сковородинский 18. Тамбовский 19. Тындинский (до 2021) 20. Шимановский примечания | 1. Архаринский МР 2. Белогорский МО 3. Благовещенский МР 4. Бурейский МО 5. Завитинский МО 6. Зейский МР 7. Ивановский МО 8. Константиновский МР 9. Магдагачинский МР 10. Мазановский МР 11. Михайловский МР 12. Октябрьский МР 13. Ромненский МО 14. Свободненский МР 15. Селемджинский МР 16. Серышевский МР 17. Сковородинский МР 18. Тамбовский МР 19. Тындинский МО 20. Шимановский МР |
| Архангельская область (без учёта Ненецкого АО)                       |      | Архангельск                                           | 29           | 11        | 1. Вельский 2. Верхнетоемский 3. Вилегодский 4. Виноградовский 5. Каргопольский 6. Коношский 7. Котласский 8. Красноборский 9. Ленский 10. Лешуконский 11. Мезенский 12. Новая Земля 13. Няндомский 14. Онежский 15. Пинежский 16. Плесецкий 17. Приморский 18. Соловецкий 19. Устьянский 20. Холмогорский 21. Шенкурский примечания | 1. Вельский МР 2. Верхнетоемский МО 3. Вилегодский МО 4. Виноградовский МО 5. Каргопольский МО 6. Коношский МР + Каргопольский МО (частично) 7. Котласский МР 8. Красноборский МР 9. Ленский МР 10. Лешуконский МР 11. Мезенский МР 12. ГО Новая Земля 13. Няндомский МР 14. Онежский МР 15. Пинежский МР 16. Плесецкий МО 17. Приморский МР 18. СП Соловецкое Приморского МР 19. Устьянский МР 20. Холмогорский МР 21. Шенкурский МР |
| Астраханская область                                                 |      | Астрахань                                             | 30           | 12        | 1. Ахтубинский 2. Володарский 3. Енотаевский 4. Икрянинский 5. Камызякский 6. Красноярский 7. Лиманский 8. Наримановский 9. Приволжский 10. Харабалинский 11. Черноярский | |
| Белгородская область                                                 |      | Белгород                                              | 31           | 14        | 1. Алексеевский 2. Белгородский 3. Борисовский 4. Валуйский 5. Вейделевский 6. Волоконовский 7. Грайворонский 8. Губкинский 9. Ивнянский 10. Корочанский 11. Красненский 12. Красногвардейский 13. Краснояружский 14. Новооскольский 15. Прохоровский 16. Ракитянский 17. Ровеньский 18. Старооскольский 19. Чернянский 20. Шебекинский 21. Яковлевский | 1. Алексеевский ГО 2. Белгородский МР 3. Борисовский МР 4. Валуйский ГО 5. Вейделевский МР 6. Волоконовский МР 7. Грайворонский ГО 8. Губкинский ГО 9. Ивнянский МР 10. Корочанский МР 11. Красненский МР 12. Красногвардейский МР 13. Краснояружский МР 14. Новооскольский ГО 15. Прохоровский МР 16. Ракитянский МР 17. Ровеньский МР 18. Старооскольский ГО 19. Чернянский МР 20. Шебекинский ГО 21. Яковлевский ГО |
| Брянская область                                                     |      | Брянск                                                | 32           | 15        | 1. Брасовский 2. Брянский 3. Выгоничский 4. Гордеевский 5. Дубровский 6. Дятьковский 7. Жирятинский 8. Жуковский 9. Злынковский 10. Карачевский 11. Клетнянский 12. Климовский 13. Клинцовский 14. Комаричский 15. Красногорский 16. Мглинский 17. Навлинский 18. Новозыбковский 19. Погарский 20. Почепский 21. Рогнединский 22. Севский 23. Стародубский 24. Суземский 25. Суражский 26. Трубчевский 27. Унечский | 1. Брасовский МР 2. Брянский МР 3. Выгоничский МР 4. Гордеевский МР 5. Дубровский МР 6. Дятьковский МР + ГО Фокино 7. Жирятинский МР 8. Жуковский МО 9. Злынковский МР 10. Карачевский МР 11. Клетнянский МР 12. Климовский МР 13. Клинцовский МР 14. Комаричский МР 15. Красногорский МР 16. Мглинский МР 17. Навлинский МР 18. Новозыбковский ГО 19. Погарский МР 20. Почепский МР 21. Рогнединский МР 22. Севский МР 23. Стародубский МО 24. Суземский МР 25. Суражский МР 26. Трубчевский МР 27. Унечский МР |
| Владимирская область                                                 |      | Владимир                                              | 33           | 17        | 1. Александровский 2. Вязниковский 3. Гороховецкий 4. Гусь-Хрустальный 5. Камешковский 6. Киржачский 7. Ковровский 8. Кольчугинский 9. Меленковский 10. Муромский 11. Петушинский 12. Селивановский 13. Собинский 14. Судогодский 15. Суздальский 16. Юрьев-Польский | |
| Волгоградская область                                                |      | Волгоград                                             | 34           | 18        | 1. Алексеевский 2. Быковский 3. Городищенский 4. Даниловский 5. Дубовский 6. Еланский 7. Жирновский 8. Иловлинский 9. Калачёвский 10. Камышинский 11. Киквидзенский 12. Клетский 13. Котельниковский 14. Котовский 15. Кумылженский 16. Ленинский 17. Михайловский 18. Нехаевский 19. Николаевский 20. Новоаннинский 21. Новониколаевский 22. Октябрьский 23. Ольховский 24. Палласовский 25. Руднянский 26. Светлоярский 27. Серафимовичский 28. Среднеахтубинский 29. Старополтавский 30. Суровикинский 31. Урюпинский 32. Фроловский 33. Чернышковский | 1. Алексеевский МР 2. Быковский МР 3. Городищенский МР 4. Даниловский МР 5. Дубовский МР 6. Еланский МР 7. Жирновский МР 8. Иловлинский МР 9. Калачёвский МР 10. Камышинский МР 11. Киквидзенский МР 12. Клетский МР 13. Котельниковский МР 14. Котовский МР 15. Кумылженский МР 16. Ленинский МР 17. ГО город Михайловка 18. Нехаевский МР 19. Николаевский МР 20. Новоаннинский МР 21. Новониколаевский МР 22. Октябрьский МР 23. Ольховский МР 24. Палласовский МР 25. Руднянский МР 26. Светлоярский МР 27. Серафимовичский МР 28. Среднеахтубинский МР 29. Старополтавский МР 30. Суровикинский МР 31. Урюпинский МР 32. Фроловский МР 33. Чернышковский МР |
| Вологодская область                                                  |      | Вологда                                               | 35           | 19        | 1. Бабаевский 2. Бабушкинский 3. Белозерский 4. Вашкинский 5. Великоустюгский 6. Верховажский 7. Вожегодский 8. Вологодский 9. Вытегорский 10. Грязовецкий 11. Кадуйский 12. Кирилловский 13. Кичменгско-Городецкий 14. Междуреченский 15. Никольский 16. Нюксенский 17. Сокольский 18. Сямженский 19. Тарногский 20. Тотемский 21. Усть-Кубинский 22. Устюженский 23. Харовский 24. Чагодощенский 25. Череповецкий 26. Шекснинский примечания | 1. Бабаевский МР 2. Бабушкинский МР 3. Белозерский МР 4. Вашкинский МР 5. Великоустюгский МР 6. Верховажский МР 7. Вожегодский МР 8. Вологодский МР 9. Вытегорский МР 10. Грязовецкий МР + Бабушкинский МР (частично) + Тотемский МР (частично) 11. Кадуйский МР 12. Кирилловский МР 13. Кичменгско-Городецкий МР 14. Междуреченский МР 15. Никольский МР 16. Нюксенский МР + Бабушкинский МР (частично) 17. Сокольский МР 18. Сямженский МР 19. Тарногский МР 20. Тотемский МР 21. Усть-Кубинский МР 22. Устюженский МР 23. Харовский МР + Сямженский МР (частично) 24. Чагодощенский МР 25. Череповецкий МР 26. Шекснинский МР |
| Воронежская область                                                  |      | Воронеж                                               | 36           | 20        | 1. Аннинский 2. Бобровский 3. Богучарский 4. Бутурлиновский 5. Верхнемамонский 6. Верхнехавский 7. Воробьёвский 8. Грибановский 9. Калачеевский 10. Каменский 11. Кантемировский 12. Каширский 13. Лискинский 14. Нижнедевицкий 15. Новоусманский 16. Новохопёрский 17. Ольховатский 18. Острогожский 19. Павловский 20. Панинский 21. Петропавловский 22. Поворинский 23. Подгоренский 24. Рамонский 25. Репьёвский 26. Россошанский 27. Семилукский 28. Таловский 29. Терновский 30. Хохольский 31. Эртильский примечания | 1. Аннинский МР 2. Бобровский МР 3. Богучарский МР 4. Бутурлиновский МР 5. Верхнемамонский МР 6. Верхнехавский МР 7. Воробьёвский МР 8. Грибановский МР 9. Калачеевский МР 10. Каменский МР 11. Кантемировский МР 12. Каширский МР 13. Лискинский МР 14. Нижнедевицкий МР 15. Новоусманский МР 16. Новохопёрский МР 17. Ольховатский МР 18. Острогожский МР 19. Павловский МР 20. Панинский МР 21. Петропавловский МР 22. Поворинский МР 23. Подгоренский МР 24. Рамонский МР 25. Репьёвский МР 26. Россошанский МР 27. Семилукский МР 28. Таловский МР 29. Терновский МР 30. Хохольский МР 31. Эртильский МР |
| Ивановская область                                                   |      | Иваново                                               | 37           | 24        | 1. Верхнеландеховский 2. Вичугский 3. Гаврилово-Посадский 4. Заволжский 5. Ивановский 6. Ильинский 7. Кинешемский 8. Комсомольский 9. Лежневский 10. Лухский 11. Палехский 12. Пестяковский 13. Приволжский 14. Пучежский 15. Родниковский 16. Савинский 17. Тейковский 18. Фурмановский 19. Шуйский 20. Южский 21. Юрьевецкий примечания | 1. Верхнеландеховский МР 2. Вичугский МР 3. Гаврилово-Посадский МР 4. Заволжский МР 5. Ивановский МР 6. Ильинский МР 7. Кинешемский МР 8. Комсомольский МР 9. Лежневский МР 10. Лухский МР 11. Палехский МР 12. Пестяковский МР 13. Приволжский МР 14. Пучежский МР 15. Родниковский МР 16. Савинский МР 17. Тейковский МР 18. Фурмановский МР 19. Шуйский МР 20. Южский МР 21. Юрьевецкий МР |
| Иркутская область                                                    |      | Иркутск                                               | 38           | 25        | 1. Аларский 2. Ангарский 3. Балаганский 4. Баяндаевский 5. Бодайбинский 6. Боханский 7. Братский 8. Жигаловский 9. Заларинский 10. Зиминский 11. Иркутский 12. Казачинско-Ленский 13. Катангский 14. Качугский 15. Киренский 16. Куйтунский 17. Мамско-Чуйский 18. Нижнеилимский 19. Нижнеудинский 20. Нукутский 21. Ольхонский 22. Осинский 23. Слюдянский 24. Тайшетский 25. Тулунский 26. Усольский 27. Усть-Илимский 28. Усть-Кутский 29. Усть-Удинский 30. Черемховский 31. Чунский 32. Шелеховский 33. Эхирит-Булагатский примечания | 1. Аларский МР 2. Ангарский ГО (Ангарское ГМО) 3. Балаганский МР 4. Баяндаевский МР 5. мун. обр. города Бодайбо и района 6. Боханский МР 7. Братский МР 8. Жигаловский МР 9. Заларинский МР 10. Зиминский МР (Зиминское РМО) 11. Иркутский МР (Иркутское РМО) 12. Казачинско-Ленский МР 13. Катангский МР 14. Качугский МР 15. Киренский МР 16. Куйтунский МР 17. Мамско-Чуйский МР (мун. обр. Мамско-Чуйского района) 18. Нижнеилимский МР 19. Нижнеудинский МР 20. Нукутский МР 21. Ольхонский МР (Ольхонское РМО) 22. Осинский МР 23. Слюдянский МР 24. Тайшетский МР 25. Тулунский МР 26. Усольский МР (Усольское РМО) 27. Усть-Илимский МР (мун. обр. Усть-Илимский МР) 28. Усть-Кутский МР 29. Усть-Удинский МР 30. Черемховский МР 31. Чунский МР 32. Шелеховский МР 33. Эхирит-Булагатский МР |
| Калининградская область                                              |      | Калининград                                           | 39           | 27        | 1. Багратионовский 2. Балтийский (до 2019) 3. Гвардейский 4. Гурьевский 5. Гусевский 6. Зеленоградский 7. Краснознаменский 8. Неманский 9. Нестеровский 10. Озёрский 11. Полесский 12. Правдинский 13. Светлогорский (до 2019) 14. Славский 15. Черняховский | 1. Багратионовский МО 2. Балтийский ГО 3. Гвардейский МО 4. Гурьевский МО 5. Гусевский ГО 6. Зеленоградский МО 7. Краснознаменский МО 8. Неманский МО 9. Нестеровский МО 10. Озёрский МО 11. Полесский МО 12. Правдинский МО 13. Светлогорский ГО 14. Славский МО 15. Черняховский МО |
| Калужская область                                                    |      | Калуга                                                | 40           | 29        | 1. Бабынинский 2. Барятинский 3. Боровский 4. Дзержинский 5. Думиничский 6. Жиздринский 7. Жуковский 8. Износковский 9. Кировский 10. Козельский 11. Куйбышевский 12. Людиновский 13. Малоярославецкий 14. Медынский 15. Мещовский 16. Мосальский 17. Перемышльский 18. Спас-Деменский 19. Сухиничский 20. Тарусский 21. Ульяновский 22. Ферзиковский 23. Хвастовичский 24. Юхновский | 1. Бабынинский МР 2. Барятинский МР 3. Боровский МР 4. Дзержинский МР 5. Думиничский МР 6. Жиздринский МР 7. Жуковский МР 8. Износковский МР 9. МР город Киров и Кировский район 10. Козельский МР 11. Куйбышевский МР 12. МР город Людиново и Людиновский район 13. Малоярославецкий МР 14. Медынский МР 15. Мещовский МР 16. Мосальский МР 17. Перемышльский МР 18. Спас-Деменский МР 19. Сухиничский МР 20. Тарусский МР 21. Ульяновский МР 22. Ферзиковский МР 23. Хвастовичский МР 24. Юхновский МР |
| Кемеровская область — Кузбасс                                        |      | Кемерово                                              | 42           | 32        | 1. Беловский 2. Гурьевский 3. Ижморский 4. Кемеровский 5. Крапивинский 6. Ленинск-Кузнецкий 7. Мариинский 8. Междуреченский 9. Новокузнецкий 10. Прокопьевский 11. Промышленновский 12. Таштагольский 13. Тисульский 14. Топкинский 15. Тяжинский 16. Чебулинский 17. Юргинский 18. Яйский 19. Яшкинский | 1. Беловский МО 2. Гурьевский МО 3. Ижморский МО 4. Кемеровский МО 5. Крапивинский МО 6. Ленинск-Кузнецкий МО 7. Мариинский МО 8. Междуреченский ГО 9. Новокузнецкий МР 10. Прокопьевский МО 11. Промышленновский МО 12. Таштагольский МР 13. Тисульский МО 14. Топкинский МО 15. Тяжинский МО 16. Чебулинский МО 17. Юргинский МО 18. Яйский МО 19. Яшкинский МО |
| Кировская область                                                    |      | Киров                                                 | 43           | 33        | 1. Арбажский 2. Афанасьевский 3. Белохолуницкий 4. Богородский 5. Верхнекамский 6. Верхошижемский 7. Вятскополянский 8. Даровской 9. Зуевский 10. Кикнурский 11. Кильмезский 12. Кирово-Чепецкий 13. Котельничский 14. Кумёнский 15. Лебяжский 16. Лузский 17. Малмыжский 18. Мурашинский 19. Нагорский 20. Немский 21. Нолинский 22. Омутнинский 23. Опаринский 24. Оричевский 25. Орловский 26. Пижанский 27. Подосиновский 28. Санчурский 29. Свечинский 30. Слободской 31. Советский 32. Сунский 33. Тужинский 34. Унинский 35. Уржумский 36. Фалёнский 37. Шабалинский 38. Юрьянский 39. Яранский | 1. Арбажский МО 2. Афанасьевский МР 3. Белохолуницкий МР 4. Богородский МО 5. Верхнекамский МО 6. Верхошижемский МР 7. Вятскополянский МР 8. Даровской МР 9. Зуевский МР 10. Кикнурский МО 11. Кильмезский МР 12. Кирово-Чепецкий МР 13. Котельничский МР 14. Кумёнский МР 15. Лебяжский МО 16. Лузский МО 17. Малмыжский МР 18. Мурашинский МО 19. Нагорский МР 20. Немский МО 21. Нолинский МР 22. Омутнинский МР 23. Опаринский МО 24. Оричевский МР 25. Орловский МР 26. Пижанский МО 27. Подосиновский МР 28. Санчурский МО 29. Свечинский МО 30. Слободской МР 31. Советский МР 32. Сунский МР 33. Тужинский МР 34. Унинский МО 35. Уржумский МР 36. Фалёнский МО 37. Шабалинский МР 38. Юрьянский МР 39. Яранский МР |
| Костромская область                                                  |      | Кострома                                              | 44           | 34        | 1. Антроповский 2. Буйский 3. Вохомский 4. Галичский 5. Кадыйский 6. Кологривский 7. Костромской 8. Красносельский 9. Макарьевский 10. Мантуровский 11. Межевской 12. Нейский 13. Нерехтский 14. Октябрьский 15. Островский 16. Павинский 17. Парфеньевский 18. Поназыревский 19. Пыщугский 20. Солигаличский 21. Судиславский 22. Сусанинский 23. Чухломский 24. Шарьинский | 1. Антроповский МР 2. Буйский МР 3. Вохомский МР 4. Галичский МР 5. Кадыйский МР 6. Кологривский МО 7. Костромской МР 8. Красносельский МР 9. Макарьевский МР 10. ГО Мантурово 11. Межевской МО 12. Нейский МО 13. МР город Нерехта и Нерехтский район 14. Октябрьский МР 15. Островский МР 16. Павинский МР 17. Парфеньевский МО 18. Поназыревский МР 19. Пыщугский МР 20. Солигаличский МР 21. Судиславский МР 22. Сусанинский МР 23. Чухломский МР 24. Шарьинский МР |
| Курганская область                                                   |      | Курган                                                | 45           | 37        | 1. Альменевский 2. Белозерский 3. Варгашинский 4. Далматовский 5. Звериноголовский 6. Каргапольский 7. Катайский 8. Кетовский 9. Куртамышский 10. Лебяжьевский 11. Макушинский 12. Мишкинский 13. Мокроусовский 14. Петуховский 15. Половинский 16. Притобольный 17. Сафакулевский 18. Целинный 19. Частоозерский 20. Шадринский 21. Шатровский 22. Шумихинский 23. Щучанский 24. Юргамышский | 1. Альменевский МО 2. Белозерский МО 3. Варгашинский МР 4. Далматовский МР 5. Звериноголовский МО 6. Каргапольский МО 7. Катайский МР 8. Кетовский МО 9. Куртамышский МО 10. Лебяжьевский МО 11. Макушинский МО 12. Мишкинский МО 13. Мокроусовский МО 14. Петуховский МО 15. Половинский МРО 16. Притобольный МР 17. Сафакулевский МО 18. Целинный МО 19. Частоозерский МО 20. Шадринский МО 21. Шатровский МО 22. Шумихинский МО 23. Щучанский МО 24. Юргамышский МО |
| Курская область                                                      |      | Курск                                                 | 46           | 38        | 1. Беловский 2. Большесолдатский 3. Глушковский 4. Горшеченский 5. Дмитриевский 6. Железногорский 7. Золотухинский 8. Касторенский 9. Конышёвский 10. Кореневский 11. Курский 12. Курчатовский 13. Льговский 14. Мантуровский 15. Медвенский 16. Обоянский 17. Октябрьский 18. Поныровский 19. Пристенский 20. Рыльский 21. Советский 22. Солнцевский 23. Суджанский 24. Тимский 25. Фатежский 26. Хомутовский 27. Черемисиновский 28. Щигровский | |
| Ленинградская область                                                |      | Санкт-Петербург (не входит в состав области), Гатчина | 47           | 41        | 1. Бокситогорский 2. Волосовский 3. Волховский 4. Всеволожский 5. Выборгский 6. Гатчинский 7. Кингисеппский 8. Киришский 9. Кировский 10. Лодейнопольский 11. Ломоносовский 12. Лужский 13. Подпорожский 14. Приозерский 15. Сланцевский 16. Тихвинский 17. Тосненский примечания | |
| Липецкая область                                                     |      | Липецк                                                | 48           | 42        | 1. Воловский 2. Грязинский 3. Данковский 4. Добринский 5. Добровский 6. Долгоруковский 7. Елецкий 8. Задонский 9. Измалковский 10. Краснинский 11. Лебедянский 12. Лев-Толстовский 13. Липецкий 14. Становлянский 15. Тербунский 16. Усманский 17. Хлевенский 18. Чаплыгинский | |
| Магаданская область                                                  |      | Магадан                                               | 49           | 44        | 1. Ольский 2. Омсукчанский 3. Северо-Эвенский 4. Среднеканский 5. Сусуманский 6. Тенькинский 7. Хасынский 8. Ягоднинский | 1. Ольский ГО (до 1 января 2023) 2. Омсукчанский ГО (до 1 января 2023) 3. Северо-Эвенский ГО (до 1 января 2023) 4. Среднеканский ГО (до 1 января 2023) 5. Сусуманский ГО (до 1 января 2023) 6. Тенькинский ГО (до 1 января 2023) 7. Хасынский ГО (до 1 января 2023) 8. Ягоднинский ГО (до 1 января 2023) |
| Московская область                                                   |      | Москва (не входит в состав области), Красногорск      | 50           | 46        | 1. Балашихинский (до 2011) 2. Волоколамский (до 2019) 3. Воскресенский (до 2019) 4. Дмитровский (до 2018) 5. Домодедовский (до 2011) 6. Егорьевский (до 2015) 7. Зарайский (до 2017) 8. Истринский (до 2017) 9. Каширский (до 2015) 10. Клинский (до 2017) 11. Коломенский (до 2017) 12. Красногорский (до 2017) 13. Ленинский (до 2019) 14. Лотошинский (до 2019) 15. Луховицкий (до 2017) 16. Люберецкий (до 2017) 17. Можайский (до 2018) 18. Мытищинский (до 2015) 19. Наро-Фоминский (до 2017) 20. Ногинский (до 2018) 21. Одинцовский (до 2019) 22. Озёрский (до 2015) 23. Орехово-Зуевский (до 2018) 24. Павлово-Посадский (до 2017) 25. Подольский (до 2015) 26. Пушкинский (до 2019) 27. Раменский (до 2019) 28. Рузский (до 2017) 29. Сергиево-Посадский (до 2019) 30. Серебряно-Прудский (до 2015) 31. Серпуховский (до 2019) 32. Солнечногорский (до 2019) 33. Ступинский (до 2017) 34. Талдомский (до 2018) 35. Чеховский (до 2017) 36. Шатурский (до 2017) 37. Шаховской (до 2015) 38. Щёлковский (до 2019) примечания | 1. ГО Балашиха 2. Волоколамский ГО 3. ГО Воскресенск 4. Дмитровский ГО 5. ГО Домодедово 6. ГО Егорьевск 7. ГО Зарайск 8. ГО Истра 9. ГО Кашира 10. ГО Клин 11. ГО Коломна 12. ГО Красногорск 13. Ленинский ГО 14. ГО Лотошино 15. ГО Луховицы 16. ГО Люберцы 17. Можайский ГО 18. ГО Мытищи 19. Наро-Фоминский ГО 20. Богородский ГО 21. Одинцовский ГО 22. ГО Коломна 23. Орехово-Зуевский ГО 24. ГО Павловский Посад 25. ГО Подольск 26. Пушкинский ГО 27. Раменский ГО 28. Рузский ГО 29. Сергиево-Посадский ГО 30. ГО Серебряные Пруды 31. ГО Серпухов 32. ГО Солнечногорск 33. ГО Ступино 34. Талдомский ГО 35. ГО Чехов 36. ГО Шатура 37. ГО Шаховская 38. ГО Щёлково |
| Мурманская область                                                   |      | Мурманск                                              | 51           | 47        | 1. Кандалакшский 2. Ковдорский 3. Кольский 4. Ловозерский 5. Печенгский 6. Терский | 1. Кандалакшский МР 2. Ковдорский МО 3. Кольский МР 4. Ловозерский МР 5. Печенгский МО 6. Терский МР |
| Нижегородская область                                                |      | Нижний Новгород                                       | 52           | 22        | 1. Ардатовский 2. Арзамасский 3. Балахнинский 4. Богородский 5. Большеболдинский 6. Большемурашкинский 7. Борский (до 2010) 8. Бутурлинский 9. Вадский 10. Варнавинский 11. Вачский 12. Ветлужский 13. Вознесенский 14. Володарский 15. Воротынский 16. Воскресенский 17. Выксунский (до 2011) 18. Гагинский 19. Городецкий 20. Дальнеконстантиновский 21. Дивеевский 22. Княгининский 23. Ковернинский 24. Краснобаковский 25. Краснооктябрьский 26. Кстовский 27. Кулебакский (до 2015) 28. Лукояновский 29. Лысковский 30. Навашинский (до 2015) 31. Павловский 32. Первомайский (до 2012) 33. Перевозский (до 2017) 34. Пильнинский 35. Починковский 36. Семёновский (до 2010) 37. Сергачский 38. Сеченовский 39. Сокольский 40. Сосновский 41. Спасский 42. Тонкинский 43. Тоншаевский 44. Уренский 45. Чкаловский (до 2015) 46. Шарангский 47. Шатковский 48. Шахунский (до 2011) | 1. Ардатовский МР 2. Арзамасский МР 3. Балахнинский МО 4. Богородский МО 5. Большеболдинский МР 6. Большемурашкинский МР 7. ГО город Бор 8. Бутурлинский МО 9. Вадский МО 10. Варнавинский МР 11. Вачский МР 12. Ветлужский МР 13. Вознесенский МР 14. Володарский МР 15. Воротынский ГО 16. Воскресенский МР 17. ГО город Выкса 18. Гагинский МР 19. Городецкий МР 20. Дальнеконстантиновский МР 21. Дивеевский МО 22. Княгининский МР 23. Ковернинский МО 24. Краснобаковский МР 25. Краснооктябрьский МР 26. Кстовский МО 27. ГО город Кулебаки 28. Лукояновский МР 29. Лысковский МО 30. ГО Навашинский 31. Павловский МО 32. ГО город Первомайск 33. ГО Перевозский 34. Пильнинский МР 35. Починковский МО 36. ГО Семёновский 37. Сергачский МР 38. Сеченовский МР 39. ГО Сокольский 40. Сосновский МР 41. Спасский МР 42. Тонкинский МР 43. Тоншаевский МО 44. Уренский МО 45. ГО город Чкаловск 46. Шарангский МР 47. Шатковский МР 48. ГО город Шахунья |
| Новгородская область                                                 |      | Великий Новгород                                      | 53           | 49        | 1. Батецкий 2. Боровичский 3. Валдайский 4. Волотовский 5. Демянский 6. Крестецкий 7. Любытинский 8. Маловишерский 9. Марёвский 10. Мошенской 11. Новгородский 12. Окуловский 13. Парфинский 14. Пестовский 15. Поддорский 16. Солецкий 17. Старорусский 18. Хвойнинский 19. Холмский 20. Чудовский 21. Шимский | 1. Батецкий МР 2. Боровичский МР 3. Валдайский МР 4. Волотовский МО 5. Демянский МР 6. Крестецкий МР 7. Любытинский МР 8. Маловишерский МР 9. Марёвский МО 10. Мошенской МР 11. Новгородский МР 12. Окуловский МР 13. Парфинский МР 14. Пестовский МР 15. Поддорский МР 16. Солецкий МО 17. Старорусский МР 18. Хвойнинский МО 19. Холмский МР 20. Чудовский МР 21. Шимский МР |
| Новосибирская область                                                |      | Новосибирск                                           | 54           | 50        | 1. Баганский 2. Барабинский 3. Болотнинский 4. Венгеровский 5. Доволенский 6. Здвинский 7. Искитимский 8. Карасукский 9. Каргатский 10. Колыванский 11. Коченёвский 12. Кочковский 13. Краснозёрский 14. Куйбышевский 15. Купинский 16. Кыштовский 17. Маслянинский 18. Мошковский 19. Новосибирский 20. Ордынский 21. Северный 22. Сузунский 23. Татарский 24. Тогучинский 25. Убинский 26. Усть-Таркский 27. Чановский 28. Черепановский 29. Чистоозёрный 30. Чулымский примечания | 1. Баганский МР 2. Барабинский МР 3. Болотнинский МР 4. Венгеровский МР 5. Доволенский МР 6. Здвинский МР 7. Искитимский МР 8. Карасукский МР 9. Каргатский МР 10. Колыванский МР 11. Коченёвский МР 12. Кочковский МР 13. Краснозёрский МР 14. Куйбышевский МР 15. Купинский МР 16. Кыштовский МР 17. Маслянинский МР 18. Мошковский МР 19. Новосибирский МР 20. Ордынский МР 21. Северный МР 22. Сузунский МР 23. Татарский МР 24. Тогучинский МР 25. Убинский МР 26. Усть-Таркский МР 27. Чановский МР 28. Черепановский МР 29. Чистоозёрный МР 30. Чулымский МР |
| Омская область                                                       |      | Омск                                                  | 55           | 52        | 1. Азовский немецкий национальный 2. Большереченский 3. Большеуковский 4. Горьковский 5. Знаменский 6. Исилькульский 7. Калачинский 8. Колосовский 9. Кормиловский 10. Крутинский 11. Любинский 12. Марьяновский 13. Москаленский 14. Муромцевский 15. Называевский 16. Нижнеомский 17. Нововаршавский 18. Одесский 19. Оконешниковский 20. Омский 21. Павлоградский 22. Полтавский 23. Русско-Полянский 24. Саргатский 25. Седельниковский 26. Таврический 27. Тарский 28. Тевризский 29. Тюкалинский 30. Усть-Ишимский 31. Черлакский 32. Шербакульский | |
| Оренбургская область                                                 |      | Оренбург                                              | 56           | 53        | 1. Абдулинский 2. Адамовский 3. Акбулакский 4. Александровский 5. Асекеевский 6. Беляевский 7. Бугурусланский 8. Бузулукский 9. Гайский 10. Грачёвский 11. Домбаровский 12. Илекский 13. Кваркенский 14. Красногвардейский 15. Кувандыкский 16. Курманаевский 17. Матвеевский 18. Новоорский 19. Новосергиевский 20. Октябрьский 21. Оренбургский 22. Первомайский 23. Переволоцкий 24. Пономарёвский 25. Сакмарский 26. Саракташский 27. Светлинский 28. Северный 29. Соль-Илецкий 30. Сорочинский 31. Ташлинский 32. Тоцкий 33. Тюльганский 34. Шарлыкский 35. Ясненский | 1. Абдулинский ГО 2. Адамовский МР 3. Акбулакский МР 4. Александровский МР 5. Асекеевский МР 6. Беляевский МР 7. Бугурусланский МР 8. Бузулукский МР 9. Гайский ГО 10. Грачёвский МР 11. Домбаровский МР 12. Илекский МР 13. Кваркенский МР 14. Красногвардейский МР 15. Кувандыкский ГО 16. Курманаевский МР 17. Матвеевский МР 18. Новоорский МР 19. Новосергиевский МР 20. Октябрьский МР 21. Оренбургский МР 22. Первомайский МР 23. Переволоцкий МР 24. Пономарёвский МР 25. Сакмарский МР 26. Саракташский МР 27. Светлинский МР 28. Северный МР 29. Соль-Илецкий ГО 30. Сорочинский ГО 31. Ташлинский МР 32. Тоцкий МР 33. Тюльганский МР 34. Шарлыкский МР 35. Ясненский ГО |
| Орловская область                                                    |      | Орёл                                                  | 57           | 54        | 1. Болховский 2. Верховский 3. Глазуновский 4. Дмитровский 5. Должанский 6. Залегощенский 7. Знаменский 8. Колпнянский 9. Корсаковский 10. Краснозоренский 11. Кромской 12. Ливенский 13. Малоархангельский 14. Мценский 15. Новодеревеньковский 16. Новосильский 17. Орловский 18. Покровский 19. Свердловский 20. Сосковский 21. Троснянский 22. Урицкий 23. Хотынецкий 24. Шаблыкинский | 1. Болховский МР 2. Верховский МР 3. Глазуновский МР 4. Дмитровский МР 5. Должанский МР 6. Залегощенский МР 7. Знаменский МР 8. Колпнянский МР 9. Корсаковский МР 10. Краснозоренский МР 11. Кромской МР 12. Ливенский МР 13. Малоархангельский МР 14. Мценский МР 15. Новодеревеньковский МР 16. Новосильский МР 17. Орловский МО 18. Покровский МР 19. Свердловский МР 20. Сосковский МР 21. Троснянский МР 22. Урицкий МР 23. Хотынецкий МР 24. Шаблыкинский МР |
| Пензенская область                                                   |      | Пенза                                                 | 58           | 56        | 1. Башмаковский 2. Бековский 3. Белинский 4. Бессоновский 5. Вадинский 6. Городищенский 7. Земетчинский 8. Иссинский 9. Каменский 10. Камешкирский 11. Колышлейский 12. Кузнецкий 13. Лопатинский 14. Лунинский 15. Малосердобинский 16. Мокшанский 17. Наровчатский 18. Неверкинский 19. Нижнеломовский 20. Никольский 21. Пачелмский 22. Пензенский 23. Сердобский 24. Сосновоборский 25. Спасский 26. Тамалинский 27. Шемышейский примечания | |
| Псковская область                                                    |      | Псков                                                 | 60           | 58        | 1. Бежаницкий 2. Великолукский 3. Гдовский 4. Дедовичский 5. Дновский 6. Красногородский 7. Куньинский 8. Локнянский 9. Невельский 10. Новоржевский 11. Новосокольнический 12. Опочецкий 13. Островский 14. Палкинский 15. Печорский 16. Плюсский 17. Порховский 18. Псковский 19. Пустошкинский 20. Пушкиногорский 21. Пыталовский 22. Себежский 23. Струго-Красненский 24. Усвятский | |
| Ростовская область                                                   |      | Ростов-на-Дону                                        | 61           | 60        | 1. Азовский 2. Аксайский 3. Багаевский 4. Белокалитвинский 5. Боковский 6. Верхнедонской 7. Весёловский 8. Волгодонской 9. Дубовский 10. Егорлыкский 11. Заветинский 12. Зерноградский 13. Зимовниковский 14. Кагальницкий 15. Каменский 16. Кашарский 17. Константиновский 18. Красносулинский 19. Куйбышевский 20. Мартыновский 21. Матвеево-Курганский 22. Миллеровский 23. Милютинский 24. Морозовский 25. Мясниковский 26. Неклиновский 27. Обливский 28. Октябрьский 29. Орловский 30. Песчанокопский 31. Пролетарский 32. Ремонтненский 33. Родионово-Несветайский 34. Сальский 35. Семикаракорский 36. Советский 37. Тарасовский 38. Тацинский 39. Усть-Донецкий 40. Целинский 41. Цимлянский 42. Чертковский 43. Шолоховский примечания | |
| Рязанская область                                                    |      | Рязань                                                | 62           | 61        | 1. Александро-Невский 2. Ермишинский 3. Захаровский 4. Кадомский 5. Касимовский 6. Клепиковский 7. Кораблинский 8. Милославский 9. Михайловский 10. Пителинский 11. Пронский 12. Путятинский 13. Рыбновский 14. Ряжский 15. Рязанский 16. Сапожковский 17. Сараевский 18. Сасовский 19. Скопинский 20. Спасский 21. Старожиловский 22. Ухоловский 23. Чучковский 24. Шацкий 25. Шиловский | |
| Самарская область                                                    |      | Самара                                                | 63           | 36        | 1. Алексеевский 2. Безенчукский 3. Богатовский 4. Большеглушицкий 5. Большечерниговский 6. Борский 7. Волжский 8. Елховский 9. Исаклинский 10. Камышлинский 11. Кинель-Черкасский 12. Кинельский 13. Клявлинский 14. Кошкинский 15. Красноармейский 16. Красноярский 17. Нефтегорский 18. Пестравский 19. Похвистневский 20. Приволжский 21. Сергиевский 22. Ставропольский 23. Сызранский 24. Хворостянский 25. Челно-Вершинский 26. Шенталинский 27. Шигонский | |
| Саратовская область                                                  |      | Саратов                                               | 64           | 63        | 1. Александрово-Гайский 2. Аркадакский 3. Аткарский 4. Базарно-Карабулакский 5. Балаковский 6. Балашовский 7. Балтайский 8. Вольский 9. Воскресенский 10. Дергачёвский 11. Духовницкий 12. Екатериновский 13. Ершовский 14. Ивантеевский 15. Калининский 16. Красноармейский 17. Краснокутский 18. Краснопартизанский 19. Лысогорский 20. Марксовский 21. Новобурасский 22. Новоузенский 23. Озинский 24. Перелюбский 25. Петровский 26. Питерский 27. Пугачёвский 28. Ровенский 29. Романовский 30. Ртищевский 31. Самойловский 32. Саратовский (до 2022) 33. Советский 34. Татищевский 35. Турковский 36. Фёдоровский 37. Хвалынский 38. Энгельсский | 1. Александрово-Гайский МР 2. Аркадакский МР 3. Аткарский МР 4. Базарно-Карабулакский МР 5. Балаковский МР 6. Балашовский МР 7. Балтайский МР 8. Вольский МР 9. Воскресенский МР 10. Дергачёвский МР 11. Духовницкий МР 12. Екатериновский МР 13. Ершовский МР 14. Ивантеевский МР 15. Калининский МР 16. Красноармейский МР 17. Краснокутский МР 18. Краснопартизанский МР 19. Лысогорский МР 20. Марксовский МР 21. Новобурасский МР 22. Новоузенский МР 23. Озинский МР 24. Перелюбский МР 25. Петровский МР 26. Питерский МР 27. Пугачёвский МР 28. Ровенский МР 29. Романовский МР 30. Ртищевский МР 31. Самойловский МР 32. ГО город Саратов 33. Советский МР 34. Татищевский МР 35. Турковский МР 36. Фёдоровский МР 37. Хвалынский МР 38. Энгельсский МР |
| Сахалинская область                                                  |      | Южно-Сахалинск                                        | 65           | 64        | 1. Александровск-Сахалинский 2. Анивский 3. Долинский 4. Корсаковский 5. Курильский 6. Макаровский 7. Невельский 8. Ногликский 9. Охинский 10. Поронайский 11. Северо-Курильский 12. Смирныховский 13. Томаринский 14. Тымовский 15. Углегорский 16. Холмский 17. Южно-Курильский | 1. ГО «Александровск-Сахалинский район» 2. Анивский ГО 3. Долинский ГО 4. Корсаковский ГО 5. Курильский ГО 6. Макаровский ГО 7. Невельский ГО 8. Ногликский ГО 9. Охинский ГО 10. Поронайский ГО 11. Северо-Курильский ГО 12. Смирныховский ГО 13. Томаринский ГО 14. Тымовский ГО 15. Углегорский ГО 16. Холмский ГО 17. Южно-Курильский ГО |
| Свердловская область                                                 |      | Екатеринбург                                          | 66           | 65        | 1. Алапаевский 2. Артёмовский 3. Артинский 4. Ачитский 5. Байкаловский 6. Белоярский 7. Богдановичский 8. Верхнесалдинский 9. Верхотурский 10. Гаринский 11. Ирбитский 12. Каменский 13. Камышловский 14. Красноуфимский 15. Невьянский 16. Нижнесергинский 17. Новолялинский 18. Пригородный 19. Пышминский 20. Режевский 21. Серовский 22. Слободо-Туринский 23. Сухоложский 24. Сысертский 25. Таборинский 26. Тавдинский 27. Талицкий 28. Тугулымский 29. Туринский 30. Шалинский | 1. ГО мун. обр. Алапаевское и ГО Махнёвское мун. обр. 2. Артёмовский ГО 3. Артинский ГО 4. Ачитский ГО 5. Байкаловский МР 6. Белоярский ГО и ГО Верхнее Дуброво 7. ГО Богданович 8. Верхнесалдинский ГО 9. ГО Верхотурский 10. Гаринский ГО 11. ГО Ирбитское мун. обр. 12. Каменский ГО 13. Камышловский МР 14. ГО Красноуфимский округ 15. Невьянский ГО и ГО Верх-Нейвинский 16. Нижнесергинский МР и Бисертский ГО 17. Новолялинский ГО 18. Горноуральский ГО 19. Пышминский ГО 20. Режевской ГО 21. Сосьвинский ГО 22. Слободо-Туринский МР 23. ГО Сухой Лог 24. Сысертский ГО и Арамильский ГО 25. Таборинский МР 26. Тавдинский ГО 27. Талицкий ГО 28. Тугулымский ГО 29. Туринский ГО 30. Шалинский ГО и ГО Староуткинск |
| Смоленская область                                                   |      | Смоленск                                              | 67           | 66        | 1. Велижский 2. Вяземский 3. Гагаринский 4. Глинковский 5. Демидовский 6. Дорогобужский 7. Духовщинский 8. Ельнинский 9. Ершичский 10. Кардымовский 11. Краснинский 12. Монастырщинский 13. Новодугинский 14. Починковский 15. Рославльский 16. Руднянский 17. Сафоновский 18. Смоленский 19. Сычёвский 20. Тёмкинский 21. Угранский 22. Хиславичский 23. Холм-Жирковский 24. Шумячский 25. Ярцевский примечания | |
| Тамбовская область                                                   |      | Тамбов                                                | 68           | 68        | 1. Бондарский 2. Гавриловский 3. Жердевский 4. Знаменский 5. Инжавинский 6. Кирсановский 7. Мичуринский 8. Мордовский 9. Моршанский 10. Мучкапский 11. Никифоровский 12. Первомайский 13. Петровский 14. Пичаевский 15. Рассказовский 16. Ржаксинский 17. Сампурский 18. Сосновский 19. Староюрьевский 20. Тамбовский 21. Токарёвский 22. Уваровский 23. Умётский | |
| Тверская область                                                     |      | Тверь                                                 | 69           | 28        | 1. Андреапольский (до 2019) 2. Бежецкий 3. Бельский 4. Бологовский 5. Весьегонский (до 2019) 6. Вышневолоцкий (до 2019) 7. Жарковский 8. Западнодвинский (до 2020) 9. Зубцовский 10. Калининский 11. Калязинский 12. Кашинский (до 2018) 13. Кесовогорский 14. Кимрский 15. Конаковский 16. Краснохолмский (до 2020) 17. Кувшиновский 18. Лесной (до 2019) 19. Лихославльский 20. Максатихинский 21. Молоковский 22. Нелидовский (до 2018) 23. Оленинский (до 2019) 24. Осташковский (до 2017) 25. Пеновский (до 2020) 26. Рамешковский 27. Ржевский 28. Сандовский (до 2020) 29. Селижаровский (до 2020) 30. Сонковский 31. Спировский 32. Старицкий 33. Торжокский 34. Торопецкий 35. Удомельский (до 2015) 36. Фировский | 1. Андреапольский МО 2. Бежецкий МР 3. Бельский МР 4. Бологовский МР 5. Весьегонский МО 6. Вышневолоцкий ГО 7. Жарковский МР 8. Западнодвинский МО 9. Зубцовский МР 10. Калининский МР 11. Калязинский МР 12. Кашинский ГО 13. Кесовогорский МР 14. Кимрский МР 15. Конаковский МР 16. Краснохолмский МО 17. Кувшиновский МР 18. Лесной МО 19. Лихославльский МО 20. Максатихинский МР 21. Молоковский МО 22. Нелидовский ГО 23. Оленинский МО 24. Осташковский ГО 25. Пеновский МО 26. Рамешковский МО 27. Ржевский МР 28. Сандовский МО 29. Селижаровский МО 30. Сонковский МР 31. Спировский МО 32. Старицкий МР 33. Торжокский МР 34. Торопецкий МР 35. Удомельский ГО 36. Фировский МР |
| Томская область                                                      |      | Томск                                                 | 70           | 69        | 1. Александровский 2. Асиновский 3. Бакчарский 4. Верхнекетский 5. Зырянский 6. Каргасокский 7. Кожевниковский 8. Колпашевский 9. Кривошеинский 10. Молчановский 11. Парабельский 12. Первомайский 13. Тегульдетский 14. Томский 15. Чаинский 16. Шегарский | |
| Тульская область                                                     |      | Тула                                                  | 71           | 70        | 1. Алексинский 2. Арсеньевский 3. Белёвский 4. Богородицкий 5. Венёвский 6. Воловский 7. Дубенский 8. Ефремовский 9. Заокский 10. Каменский 11. Кимовский 12. Киреевский 13. Куркинский 14. Ленинский 15. Новомосковский 16. Одоевский 17. Плавский 18. Суворовский 19. Тёпло-Огарёвский 20. Узловский 21. Чернский 22. Щёкинский 23. Ясногорский | 1. ГО город Алексин + ГО Новогуровский 2. Арсеньевский МР + ГО Славный 3. Белёвский МР 4. Богородицкий МР 5. Венёвский МР 6. Воловский МР 7. Дубенский МР 8. ГО город Ефремов 9. Заокский МР 10. Каменский МР 11. Кимовский МР 12. Киреевский МР 13. Куркинский МР 14. ГО город Тула 15. ГО город Новомосковск 16. Одоевский МР 17. Плавский МР 18. Суворовский МР 19. Тёпло-Огарёвский МР 20. Узловский МР 21. Чернский МР 22. Щёкинский МР 23. Ясногорский МР |
| Тюменская область (без учёта Ханты-Мансийского и Ямало-Ненецкого АО) |      | Тюмень                                                | 72           | 71        | 1. Абатский 2. Армизонский 3. Аромашевский 4. Бердюжский 5. Вагайский 6. Викуловский 7. Голышмановский 8. Заводоуковский 9. Исетский 10. Ишимский 11. Казанский 12. Нижнетавдинский 13. Омутинский 14. Сладковский 15. Сорокинский 16. Тобольский 17. Тюменский 18. Уватский 19. Упоровский 20. Юргинский 21. Ялуторовский 22. Ярковский | 1. Абатский МР 2. Армизонский МР 3. Аромашевский МР 4. Бердюжский МР 5. Вагайский МР 6. Викуловский МР 7. Голышмановский ГО 8. Заводоуковский ГО 9. Исетский МР 10. Ишимский МР 11. Казанский МР 12. Нижнетавдинский МР 13. Омутинский МР 14. Сладковский МР 15. Сорокинский МР 16. Тобольский МР 17. Тюменский МР 18. Уватский МР 19. Упоровский МР 20. Юргинский МР 21. Ялуторовский МР 22. Ярковский МР |
| Ульяновская область                                                  |      | Ульяновск                                             | 73           | 73        | 1. Базарносызганский 2. Барышский 3. Вешкаймский 4. Инзенский 5. Карсунский 6. Кузоватовский 7. Майнский 8. Мелекесский 9. Николаевский 10. Новомалыклинский 11. Новоспасский 12. Павловский 13. Радищевский 14. Сенгилеевский 15. Старокулаткинский 16. Старомайнский 17. Сурский 18. Тереньгульский 19. Ульяновский 20. Цильнинский 21. Чердаклинский | |
| Челябинская область                                                  |      | Челябинск                                             | 74           | 75        | 1. Агаповский 2. Аргаяшский 3. Ашинский 4. Брединский 5. Варненский 6. Верхнеуральский 7. Еманжелинский 8. Еткульский 9. Карталинский 10. Каслинский 11. Катав-Ивановский 12. Кизильский 13. Коркинский 14. Красноармейский 15. Кунашакский 16. Кусинский 17. Нагайбакский 18. Нязепетровский 19. Октябрьский 20. Пластовский 21. Саткинский 22. Сосновский 23. Троицкий 24. Увельский 25. Уйский 26. Чебаркульский 27. Чесменский примечания | |
| Ярославская область                                                  |      | Ярославль                                             | 76           | 78        | 1. Большесельский 2. Борисоглебский 3. Брейтовский 4. Гаврилов-Ямский 5. Даниловский 6. Любимский 7. Мышкинский 8. Некоузский 9. Некрасовский 10. Первомайский 11. Переславский 12. Пошехонский 13. Ростовский 14. Рыбинский 15. Тутаевский 16. Угличский 17. Ярославский | 1. Большесельский МР 2. Борисоглебский МР 3. Брейтовский МР 4. Гаврилов-Ямский МР 5. Даниловский МР 6. Любимский МР 7. Мышкинский МР 8. Некоузский МР 9. Некрасовки МР 10. Первомайский МР 11. ГО Переславль-Залесский 12. Пошехонский МР 13. Ростовский МР 14. Рыбинский МР 15. Тутаевский МР 16. Угличский МР 17. Ярославский МР |

### Автономная область
| Субъект федерации | Герб | Администра- тивный центр | Код субъекта | Код ОКАТО | Административные районы                                                      |
| ----------------- | ---- | ------------------------ | ------------ | --------- | ---------------------------------------------------------------------------- |
| Еврейская АО      |      | Биробиджан               | 79           | 99        | 1. Биробиджанский 2. Ленинский 3. Облученский 4. Октябрьский 5. Смидовичский |

### Автономные округа
| Субъект федерации                              | Герб | Администра- тивный центр | Код субъекта | Код ОКАТО | Административные районы | Соответствующие муниципальные образования |
| ---------------------------------------------- | ---- | ------------------------ | ------------ | --------- | --- | --- |
| Ненецкий АО (Архангельская область)            |      | Нарьян-Мар               | 83           | 111       | 1. Заполярный | |
| Ханты-Мансийский АО — Югра (Тюменская область) |      | Ханты-Мансийск           | 86           | 711       | 1. Белоярский 2. Берёзовский 3. Кондинский 4. Нефтеюганский 5. Нижневартовский 6. Октябрьский 7. Советский 8. Сургутский 9. Ханты-Мансийский       | |
| Чукотский АО                                   |      | Анадырь                  | 87           | 77        | 1. Анадырский 2. Беринговский (до 2011) 3. Билибинский 4. Иультинский 5. Провиденский 6. Чаунский 7. Чукотский 8. Шмидтовский (до 2011) примечания | 1. Анадырский МР 2. Анадырский МР 3. Билибинский МР 4. ГО Эгвекинот 5. Провиденский ГО 6. ГО Певек 7. Чукотский МР 8. ГО Эгвекинот                                |
| Ямало-Ненецкий АО (Тюменская область)          |      | Салехард                 | 89           | 7114      | 1. Красноселькупский 2. Надымский 3. Приуральский 4. Пуровский 5. Тазовский 6. Шурышкарский 7. Ямальский                                           | 1. МО Красноселькупский район 2. МО Надымский район 3. МО Приуральский район 4. МО Пуровский район 5. МО Тазовский район 6. Шурышкарский МР 7. МО Ямальский район |

### Города федерального значения
| Субъект федерации | Герб | Администра- тивный центр | Код субъекта | Код ОКАТО | Административные районы | Соответствующие внутригородские муниципальные образования |
| ----------------- | ---- | ------------------------ | ------------ | --------- | --- | --- |
| Москва            |      | Москва                   | 77           | 45        | 132 районов 1. 16 районов ВАО 2. 13 районов ЗАО 3. 5 районов ЗелАО 4. 16 районов САО 5. 17 районов СВАО 6. 8 районов СЗАО 7. 10 районов ЦАО 8. 16 районов ЮАО 9. 12 районов ЮВАО 10. 12 районов ЮЗАО 11. 4 района НАО 12. 4 района ТАО                                                                       | 131 муниципальных округов, 1 городской округ 1. 16 муниципальных округов 2. 13 муниципальных округов 3. 5 муниципальных округов 4. 16 муниципальных округов 5. 17 муниципальных округов 6. 8 муниципальных округов 7. 10 муниципальных округов 8. 16 муниципальных округов 9. 12 муниципальных округов 10. 12 муниципальных округов 11. 4 муниципальных округа 12. 1 городской округ, 3 муниципальных округа |
| Санкт-Петербург   |      | Санкт-Петербург          | 78           | 40        | 18 районов 1. Адмиралтейский 2. Василеостровский 3. Выборгский 4. Калининский 5. Кировский 6. Колпинский 7. Красногвардейский 8. Красносельский 9. Кронштадтский 10. Курортный 11. Московский 12. Невский 13. Петроградский 14. Петродворцовый 15. Приморский 16. Пушкинский 17. Фрунзенский 18. Центральный | 111 внутригородских муниципальных образований 1. 6 муниципальных округов 2. 5 муниципальных округов 3. 2 посёлка, 6 муниципальных округов 4. 7 муниципальных округов 5. 7 муниципальных округов 6. 1 город, 5 посёлков 7. 5 муниципальных округов 8. 1 город, 6 муниципальных округов 9. 1 город 10. 2 города, 9 посёлков 11. 5 муниципальных округов 12. 9 муниципальных округов 13. 6 муниципальных округов 14. 2 города, 1 посёлок 15. 1 посёлок, 7 муниципальных округов 16. 2 города, 3 посёлка 17. 6 муниципальных округов 18. 6 муниципальных округов |
| Севастополь       |      | Севастополь              | 92           | 67        | 4 района 1. Балаклавский 2. Гагаринский 3. Ленинский 4. Нахимовский | 10 внутригородских муниципальных образований 1. МО Балаклавский, Орлиновский, Терновский и город Инкерман 2. Гагаринский МО 3. Ленинский МО 4. МО Андреевский, Верхнесадовский, Качинский, Нахимовский |

## Особенности внутрирайонного административно-территориального устройства
В одних регионах Российской Федерации отсутствует внутрирайонное административно-территориальное деление, в других, наоборот, районы делятся на внутренние административно-территориальные единицы (например, сельские, поселковые округа, поссоветы, сельсоветы, поселения, города, посёлки городского типа…). В некоторых регионах районы разных типов сосуществуют.
- Алтайский край[50]
  - районы, внутри которых выделяются как административно-территориальные образования сельсоветы и поссоветы и (или) города районного значения
  - Залесовский — административно-территориальное образование, состоящее из нескольких территориально объединённых населённых пунктов

- Архангельская область[73][74]
  - районы, внутри которых выделяются как административно-территориальные единицы сельсоветы и, в случае их существования, города районного значения и посёлки городского типа (рабочие посёлки);
  - районы, в состав которых некоторые сельские населённые пункты включены непосредственно;
  - районы без сельсоветов
    - Новая Земля с населёнными пунктами пгт Белушья Губа и сельским населённым пунктом Рогачёво (а также, согласно Уставу, посёлком Северный[148]) — на муниципальном уровне городской округ;
    - Соловецкий с четырьмя сельскими населёнными пунктами — на муниципальном уровне сельское поселение Приморского муниципального района.

- Башкортостан[19][20]
  - районы, которые содержат города республиканского значения в своём составе, определены как составные административно-территориальные единицы, приравненные по статусу к районам, согласно Конституции[21].

- Белгородская область[76][149]
  - районы, внутри которых выделяются административно-территориальные единицы муниципальных образований муниципальные округа;
  - районы, внутри которых административно-территориальные единицы муниципальных образований муниципальные округа не образованы;
  - а также районы, в состав которых включены города областного значения.

- Брянская область
  - в Стародубском районе, на муниципальном уровне преобразованном в муниципальный округ, упразднены сельские административные округа[150].

- Вологодская область[80][81]
  - районы делятся на сельсоветы и, в случае их существования, поссоветы и города районного значения;
  - в Великоустюгский и Сокольский районы входят города областного значения.

- Дагестан[25][24]
  - на территории Цунтинского района образован Бежтинский участок, объединяющий два села и три сельсовета (отсутствует в ОКАТО);
  - на территории Новолакского района образована территория Новострой, предназначенная для строительства новых населённых пунктов для переселяемого лакского населения из Новолакского района с последующим образованием административного района.

- Забайкальский край[53][54]
  - в составе Читинского административного района, согласно Реестру, находится административный центр края Чита (деление на города областного и районного значения отсутствует[52], причём это деление было упразднено до момента преобразования области в край в 2007 году[151]);
  - в составе Улётовского района, согласно Реестру, Забайкальского края находится ЗАТО Горный (что связано, опять-таки, с отсутствием объектов областного подчинения).

- Камчатский край[55][56]
  - Алеутский район — обособленная административно-территориальная единица, в границах которой находятся один населённый пункт (село Никольское) и прилегающая к нему территория;
  - Елизовский район — район с входящим в состав городом краевого подчинения Елизово.

- Кемеровская область[88]
  - районы, в составе которых как административно-территориальные единицы выделяются сельские территории и, в случае их существования, посёлки городского типа;
  - Междуреченский район, в составе которого сельские территории отсутствуют.

- Кировская область[89][90][91]
  - районы, внутри которых выделяются как административно-территориальные единицы сельские округа и, в случае их существования, как территориальные единицы городские населённые пункты (с подчинёнными сельскими населёнными пунктами), на муниципальном уровне им соответствуют муниципальные районы;
  - районы, внутри которых не выделяются сельские округа, все населённые пункты находятся в непосредственном подчинении района, на муниципальном уровне им соответствуют муниципальные округа.

- Красноярский край[58][59][60][61]
  - районы, внутри которых выделяются как административно-территориальные единицы сельсоветы и, в случае их существования, районные города и посёлки городского типа (с подчинёнными сельскими населёнными пунктами);
  - районы, внутри которых выделяются территориальные единицы, находящиеся на межселенной территории (Богучанский район, Кежемский район);
  - Северо-Енисейский район, в состав которого все населённые пункты (городской посёлок Северо-Енисейский и сельские населённые пункты) входят непосредственно и являются территориальными единицами;
  - административно-территориальные единицы с особым статусом
    - Эвенкийский район, в состав которого входят сельские населённые пункты, являющиеся территориальными единицами (причём, согласно Уставу[152], на территории сельского поселения посёлок Кузьмовка, помимо самого одноимённого посёлка, существует населённый пункт под названием Кочумдек, однако он не фигурирует ни в официальных документах, относящихся к административно-территориальному устройству, ни в ОКАТО, ни в ОКТМО)
    - Таймырский Долгано-Ненецкий район, в состав которого входят как административно-территориальные единицы районный город с подчинёнными населёнными пунктами и посёлок городского типа и как территориальные единицы два сельских населённых пункта (села) с подчинёнными им населёнными пунктами;

  - административные районы со специальным статусом предусмотрены, но не образованы.

- Курганская область[153]
  - районы, внутри которых выделяются как административно-территориальные единицы и, в случае их существования, города районного значения и посёлки городского типа, на муниципальном уровне им соответствуют муниципальные районы;
  - районы, в состав которых входят объединённые общей территорией населённые пункты, на муниципальном уровне им соответствуют муниципальные округа.

- Новгородская область[106]
  - районы делятся на поселения;
  - районы с городскими населёнными пунктами, вокруг которых не образуются поселения (единственные населённые пункты в составе соответствующих муниципальных образований);
  - Боровичский и Старорусский районы с городами областного значения в составе.

- Псковская область[111]
  - районы, в состав которых входят сельские и, в случае их существования, городские поселения (административно-территориальные единицы);
  - Псковский район, в состав которых входят сельские поселения и межселенная территория Залитских островов.

- Саха (Якутия)[38][37]
  - в состав 3 районов входят города республиканского подчинения.

- Сахалинская область[118][119]
  - районы, в состав которых населённые пункты (города, посёлки городского типа, сёла) входят непосредственно, без образования административно-территориальных единиц;
  - Поронайский район, внутри которого посёлок городского типа Вахрушев является административно-территориальной единицей;
  - Углегорский район, внутри которого город районного значения Углегорск и Бошняковский сельский округ являются административно-территориальными единицами.

- Свердловская область[120]
  - Нижнесергинский район является единственным районом Свердловской области, в составе которого находится более двух городских населённых пунктов.

- Ставропольский край[14][13]
  - в составе трёх территориальных районов выделяются города краевого значения.

- Тамбовская область[123]
  - районы, внутри которых выделяются как административно-территориальные единицы сельсоветы и, в случае их существования, поссоветы;
  - Жердевский район, внутри которого выделяются как административно-территориальные единицы город районного значения Жердевка и сельсоветы.

- Татарстан[40]
  - в состав 12 районов, согласно Реестру, входят города республиканского значения.

- Тульская область[127]
  - районы делятся на городские населённые пункты (города районного подчинения и рабочие посёлки), в случае их существования, и:
    - волости;
    - сельские администрации;
    - сельские округа;
    - сельские территории.

- Тюменская область[129]
  - районы, внутри которых выделяются как административно-территориальные единицы сельские округа;
  - Уватский район, в состав которого входит межселенная территория;
  - Голышмановский и Заводоуковский районы, в которых сельские округа не выделяются, — на муниципальном уровне Голышмановский и Заводоуковский городские округа.

- Хабаровский край[68][69]
  - в состав 4 районов Хабаровского края входят города краевого значения.

- Хакасия[45]
  - районы состоят из сельсоветов и, в случае их существования, поссоветов — на муниципальном уровне им соответствуют сельские и городские поселения;
  - Таштыпский район состоит из сельсоветов и трёх населённых пунктов, находящихся в административном подчинении района — на муниципальном уровне сельские поселения и межселенная территория.

- Ханты-Мансийский автономный округ[138]
  - районы делятся на сельские населённые пункты и, в случае их существования, посёлки городского типа;
  - в Сургутский район входит город Лянтор.

- Чечня[46]
  - город Гудермес входит в состав Гудермесского района.

- Ямало-Ненецкий автономный округ[140]
  - районы делятся на сельские населённые пункты и, в случае их существования, посёлки городского типа;
  - в Пуровский район входит город Тарко-Сале.

О так называемом городе районного подчинения Кемеровской области Салаире и о внутригородских районах городских округов Нижегородской области: см. Категории городов (Россия)#Город районного (окружного) значения.

### Районы городов федерального значения
- Москва[142]
  - в некоторых районах выделяются территории внесённых в ОКАТО населённых пунктов в статусе посёлков и деревень, в которых сельское население отсутствует, и/или отсутствующие в ОКАТО присоединённые в 2011—2012 годах территории:
    - район Внуково Западного административного округа — территории посёлков Внуково и Толстопальцево и деревни Толстопальцево;
    - Восточный район Восточного административного округа — территории посёлков Акулово и Восточный;
    - район Кунцево Западного административного округа — территории посёлков деревни Мякинино, посёлка Рублёво, а также участков № 3 (Конезавод, ВТБ), № 4 (Рублёво-Архангельское);
    - район Митино Северо-Западного административного округа — территория посёлка Новобратцевский;
    - Можайский район Западного административного округа — территория участка № 2 (Сколково);
    - район Некрасовка Юго-Восточного административного округа — территория посёлка Некрасовка, а также Люберецких Полей.
- Севастополь[146]
  - в Балаклавском и Нахимовском районах выделяются сельские и городские населённые пункты (на 2020 год в ОКАТО отсутствуют).